# 켄티게르누스

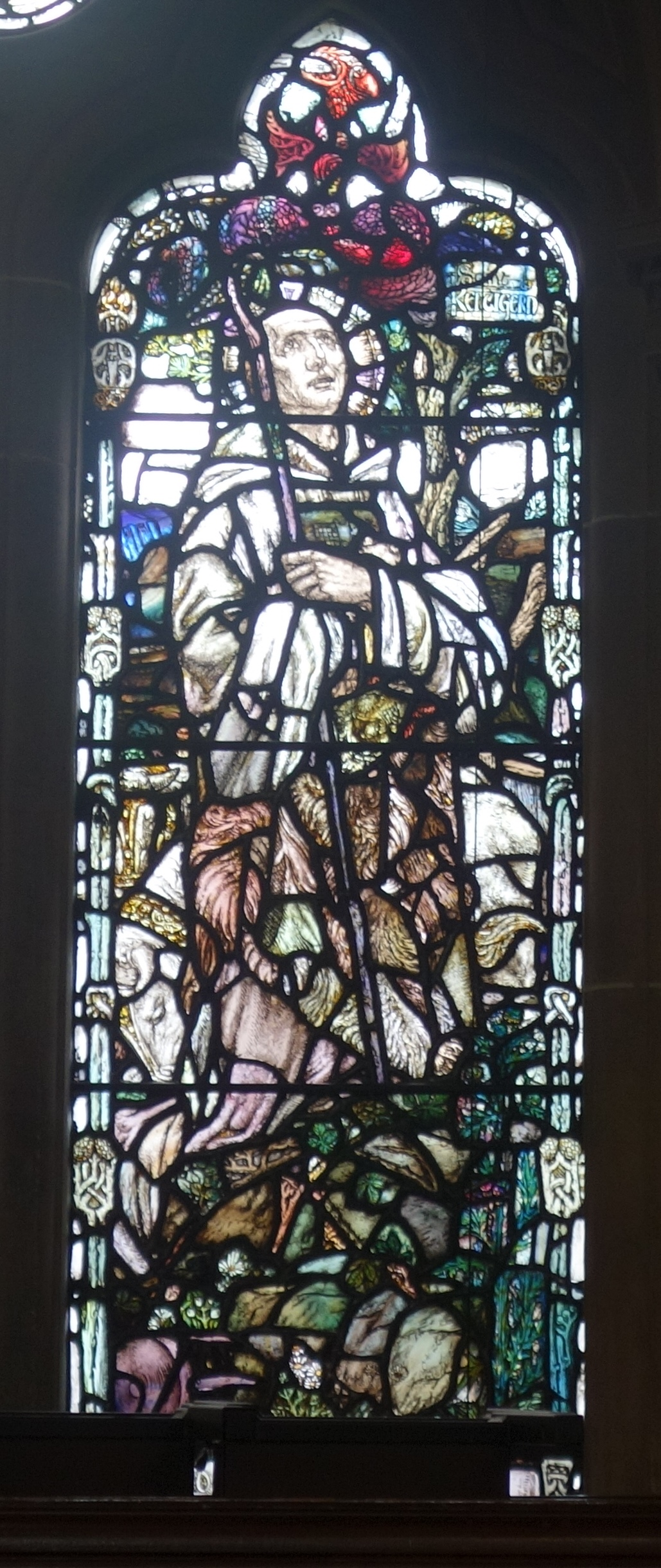

켄티게르누스(라틴어: Kentigernus, 웨일스어: Cyndeyrn Garthwys 컨데어른 가르수어스: ?-614년 1월 13일)는 6세기 어스트라드클리드(오늘날의 스코틀랜드 남서부에 있던 왕국)의 사도로서, 글래스고의 설립자이자 그 수호성인이다. 보통 성 뭉고(Saint Mungo)라고 한다.
켄티게르누스는 오늘날의 로디언 부근에 있던 어떤 왕국(아마 고도딘)의 왕 레우도누스의 딸 테네우의 아들로 태어났다. 대영도서관에 소장된 필사본에 따르면 레게드의 왕자 오와인 맙 우리엔이 테네우를 강간하여 태어나게 되었다고 한다. 반면 다른 사료들에서는 오와인은 페나르웬이라는 아내가 이미 있었는데 테네우와 불륜 관계였고, 이를 알게 된 레우도누스 왕이 오와인과 테네우를 갈라 놓았는데 이미 테네우가 임신한 뒤라 태어난 것이 켄티게르누스라고 한다. 이에 따르면 페나르웬이 죽자 테네우가 오와인에게 달려가 정식으로 재혼했고, 오와인은 597년 남쪽의 베오르니체와 싸우다 전사했다. 아무튼 딸의 성추문에 화가 난 레우도누스는 임신한 딸을 트라프라인로 언덕 꼭대기에서 집어던졌다. 하지만 죽지 않자 쪽배에 태워 유기했는데, 테네우는 그대로 포스강을 따라 흘러가 파이프의 쿠러스까지 떠내려갔다. 켄티게르누스는 거기서 태어났다.
당시 세르바누스가 그 일대의 픽트인들에게 전도를 하고 있었는데, 세르바누스는 켄티게르누스를 거두어 그에게 "뭉고"라는 애칭을 붙여 주었다. "뭉고"는 켈트어로 "친애하는 것(웨일스어: fy nghu, 영어: dear one)"이라는 뜻이다. 25세가 된 뭉고는 클라이드강 우안, 즉 오늘날의 글래스고 자리에 전도를 하러 갔다. 교회를 세우고 13여년간 사목한 뭉고는 작은 독방에서 금욕적인 삶을 살며 많은 주민들을 개종시켰다.
당시 어스트라드클리드에서는 모르켄 왕이 강경한 반기독교 정책을 지향하며 뭉고를 추방했다. 뭉고는 컴브리아를 거쳐 웨일스까지 남하했다. 세인트데이비즈에서 웨일스 주교 다비두스(성 데이비드)와 한동안 지낸 뒤 귀네드로 가서 성당을 세웠다. 그 뒤 로마로 순례여행을 떠났다. 그런데 어스트라드클리드의 새 왕 러데르흐 1세 하엘은 친기독교 정책을 펴며 뭉고를 초청했다. 뭉고는 그 제의를 받아들이고, 웨일스에는 자기 대신 아사프를 주교로 임명했다. 이 주교좌가 오늘날 세인트애서프가 된다.
이후 몇 년간 뭉고는 갈로비디아에서 복음을 전하다가 글래스고로 돌아갔다. 글래스고는 뭉고를 지역의 중심 인물로 삼으며 크게 번창했다. 이 시기 아일랜드에서 건너온 선교사 콜룸바가 찾아와 만났다. 두 성인은 포옹하고 오랜 대화를 나누었으며 서로의 지팡이를 교환했다. 노령의 뭉고는 허약해져 붕대로 턱을 맞추고 살아야 했다. 목욕 중 죽었다고 하는데 그 날짜는 1월 13일이다.